# 사그랏 코르

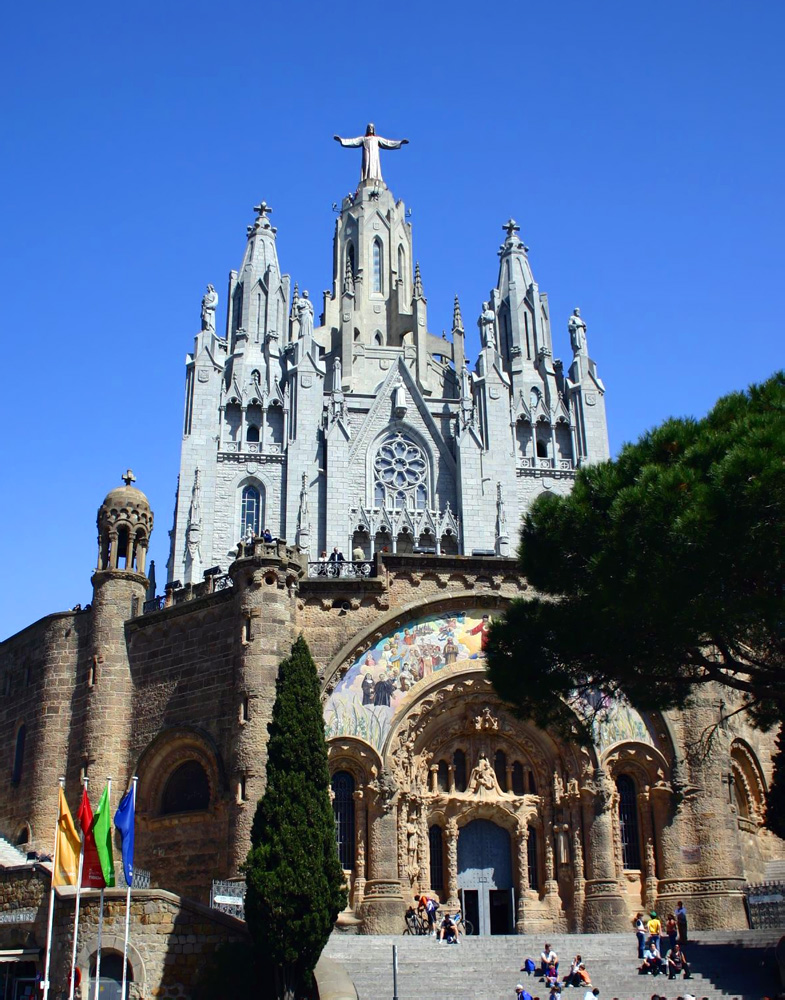
사그랏 코르

사그랏 코르(카탈루냐어: Temple Expiatori del Sagrat Cor)는 바르셀로나 티비다보에 위치한 교회이다.